# アンリ・バタイユ

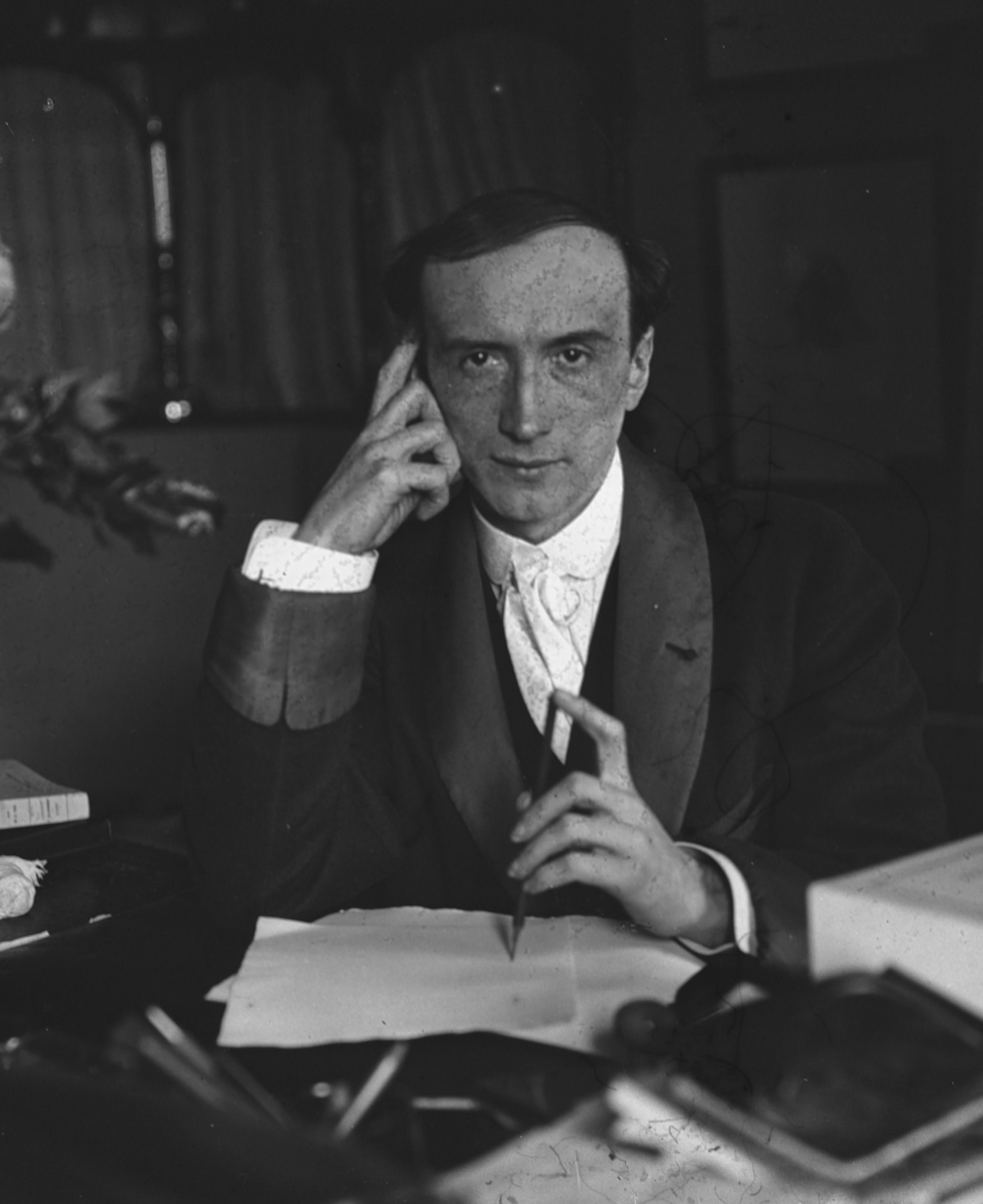
アンリ・バタイユ

アンリ・バタイユ (Henry Bataille, 1872年4月4日 - 1922年3月2日) は、フランスの劇作家。ニーム生まれ。
はじめ詩人を志して『白い部屋』『美しき旅』などの詩編を発表したが失敗し、劇作に転向して、象徴的な夢幻劇『眠れる森の美女』(1894)や『らいを病む女』(1895)などで劇壇に登場した。やがて『ママン・コリブリ』(1904)、『結婚行進曲』(1905)、『ポリッシュ』(1906)、『裸女』(1908)、『醜聞』(1909)、『狂える処女』(1910)、『尺取虫』(1913)その他を次々に発表し、第一次世界大戦前のフランス劇壇の流行児となった。1922年『人はだ』を最後に没した。
生前は現代生活における愛や感情の危機を描いてもてはやされたが、今日では彼の言う「正確なリリシズム」なるものが、不健康な主題やあいまいな境遇をロマン的な虚飾で飾り立てたものに過ぎないと見なされて、バタイユの作品が上演されることはほとんどない。